# Acta Mathematica
Acta Mathematica, är en internationell matematisk tidskrift, grundad av Gösta Mittag-Leffler år 1882 i Stockholm. Den utges av Kungliga Vetenskapsakademien, som Institut Mittag-Leffler idag fungerar under.